# 諸口神社

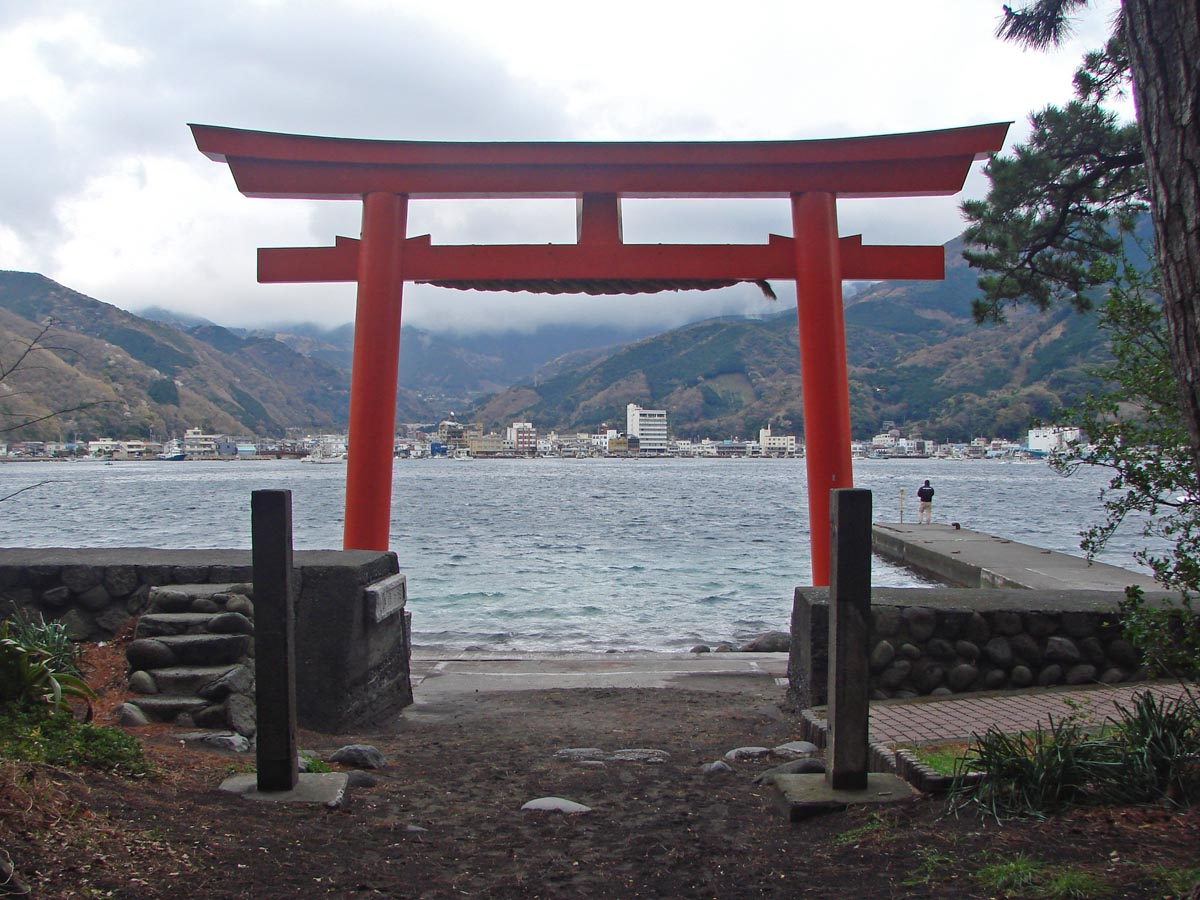
鳥居

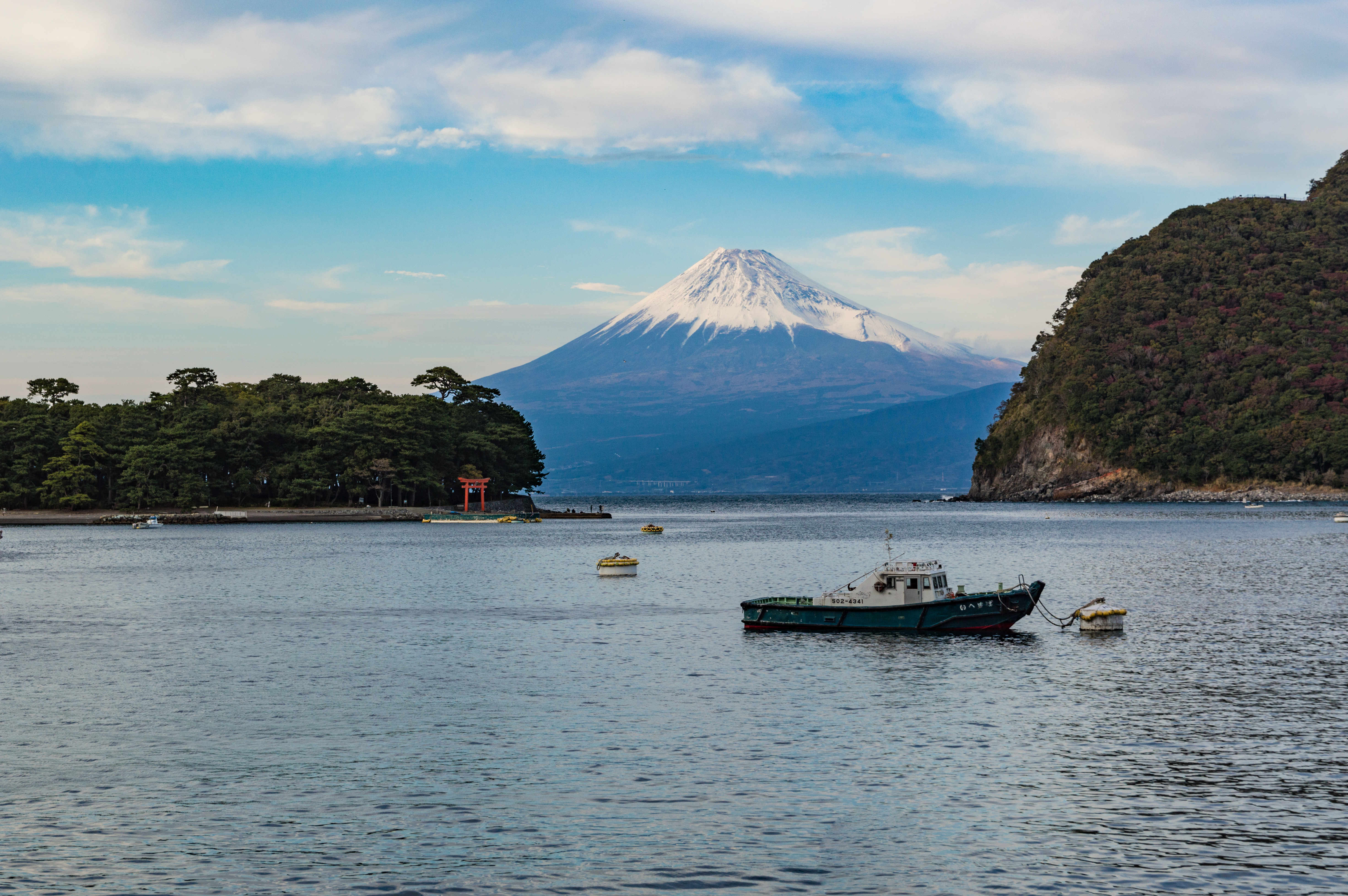
御浜岬と鳥居と富士山

諸口神社（もろくちじんじゃ、もろぐちじんじゃ）は、静岡県沼津市戸田（へだ）に所在する神社。
御浜岬（みはまみさき）の先端に東向きで所在している。正面の海沿いに、対岸からも視認できる赤い鳥居が建てられている。
同じ戸田地区にある部田神社の宮司によって兼務されている。

## 概要
創建不詳。『延喜式神名帳』の伊豆国那賀郡の項目に記されている2つの「国玉命神社」の内のどちらかだと推定されている式内社である。
祭神は元来は『延喜式神名帳』の記述から「もろき姫、国玉姫、橘姫」が祀られていたと推察され、現社名の「諸口」もその「もろき」に由来すると考えられる。女神ということもあり、古来から弁天と同一視され、漁民の崇敬を受けてきた。
1879年（明治12年）8月、村社に指定。現社殿は1953年（昭和28年）4月に改築された。

## 祭神
- 弟橘姫命

## 境内
- 社殿
- 境内社
- 手水舎
- 鳥居（東方正面、南西裏側）

## 文化財
- 諸口神社の鰐口（沼津市指定文化財[5]）

## 祭事
- 例大祭 : 4月4日

## 周囲
- 正面南東には「小舟ヶ浜」「御浜海水浴場」といった浜辺が広がる。
- 裏手の西隣りには、戸田造船郷土資料博物館・駿河湾深海生物館がある。

## アクセス
- 伊豆箱根鉄道「修善寺駅」から東海バス（戸田行き）
  - バス停「戸田」下車、海沿いに南東から回り込む形で徒歩20分。